# بطولة باريس للماسترز 2001 - الزوجي
في بطولة باريس للماسترز 2001 - الزوجي فاز كل من الجنوب أفريقي إليس فيريرا والأمريكي ريك ليتش على الهندي ماهيش بوباثي والهندي ليندر بايس في المباراة النهائية بنتيجة 3–6، 6–4، 6–3.

## التوزيع
1. دونالد جونسون /  جاريد بالمر (ربع النهائي)
2. جيري نوفاك /  ديفيد ريكل (الجولة الثانية)
3. ماكس ميرني /  ساندون ستول (ربع النهائي)
4. جوشوا إيغل /  تود وودبريدج (ربع النهائي)
5. ماهيش بوباثي /  ليندر بايس (النهائي)
6. واين بلاك /  كيفن أولييت (نصف النهائي)
7. دانييل نيستور /  نيناد زيمونيتش (نصف النهائي)
8. بيتر بالا /  بافل فيزنر (الجولة الثانية)

## المباريات

### مفتاح
- Q = متأهل Qualifier
- WC = وايلد كارد Wild Card
- LL = خاسر محظوظ Lucky Loser
- Alt = بديل Alternate
- SE = Special Exempt
- PR = تصنيف محمي Protected Ranking
- w/o = فوز سهل Walkover
- r = انسحاب Retired
- d = Defaulted
- SR = Special ranking
- ITF = ITF entry
- JE = Junior exempt

### النهائي
| النهائي |                         |   |   |   |
|         |                         |   |   |   |
|         |                         |   |   |   |
| 5       | ماهيش بوباثي ليندر بايس | 6 | 4 | 3 |
|         | إليس فيريرا ريك ليتش    | 3 | 6 | 6 |